# 130 (číslo)
Sto třicet je přirozené číslo. Následuje po číslu sto dvacet devět a předchází číslu sto třicet jedna. Řadová číslovka je stý třicátý nebo stotřicátý. Římskými číslicemi se zapisuje CXXX.

## Matematika
Sto třicet je
- bezčtvercové celé číslo
- deficientní číslo
- šťastné číslo
- nepříznivé číslo
- jediné číslo, které lze vyjádřit jako součet druhých mocnin jeho čtyř nejmenších dělitelů (12 + 22 + 52 + 102)
- největší číslo, které nelze vyjádřit jako součet čtyř šestiúhelníkových čísel[1]

## Chemie
- 130 je hodnota neutronového čísla, pro kterou neexistuje žádný stabilní nuklid (nejstabilnějším izotonem je tu 212Pb s poločasem přeměny 10,64 h[2]); a nukleonové číslo nejběžnějšího a zároveň nejtěžšího přírodního izotopu telluru a také čtvrtého nejméně běžného přírodního izotopu xenonu[3]

## Kosmonautika
- STS-130 byla montážní mise raketoplánu Endeavour k ISS. Hlavním úkolem mise byla doprava a instalace modulu Tranquility (Node 3) a Cupola ke stanici.[4] Při čtrnáctidenní misi se uskutečnily tři výstupy do vesmíru o celkové délce 18 hodin a 14 minut.[5]

## Doprava
- Silnice II/130 je česká silnice II. třídy vedoucí na trase Křelovice – Senožaty – dálnice D1 – Ledeč nad Sázavou – Leština u Světlé – Golčův Jeníkov[6]
- Nejvyšší povolená rychlost na dálnicích v Česku je 130 km/h.

## Roky
- 130
- 130 př. n. l.